# 趙宗誼
趙宗誼（11世纪？—1078年3月21日），北宋宗室。宋太宗曾孙，赵元份之孙，赵允让第六子，宋英宗的哥哥。
熙宁十年（1077年）二月，崇信軍節度使、知宗正事趙宗旦為右僕射、同平章事，淮康軍留後趙宗誼為昭化軍節度使，彰武留後趙承選為保大軍節度使。趙宗樸去世后，同年十月癸巳，昭化軍節度使趙宗誼加同平章事，襲封濮國公。元丰元年二月庚戌（1078年3月21日），昭化節度使、同平章事、襲濮國公趙宗誼去世。贈太師、中書令、廣陵郡王，諡莊孝，遺表推恩十二人，支賜三人。

## 诸子
- 赵仲谕，英国公，谥孝僖
- 赵仲证，果州防御使
- 赵仲綎，阶州防御使